# Matheus Leite Nascimento
Matheus Leite Nascimento (Ribeirópolis, 15 gennaio 1983) è un ex calciatore brasiliano, di ruolo attaccante.

## Carriera

### Club
Durante la sua carriera ha giocato con vari club, tra cui con il Braga, in cui ha militato dal 2006 al 2011.
Il 28 agosto 2010 ha segnato una rete nella partita casalinga di Champions League Braga-Siviglia, terminata 1-0.
Il 23 novembre 2010 ha segnato una rete contro l'Arsenal in una partita di Champions League.
Nella stagione 2014-2015 ha disputato e perso la finale di Europa League col Dnipro.

### Nazionale
In un'intervista si è dichiarato disponibile a indossare la maglia della nazionale ucraina se ci fosse la possibilità.

## Palmarès

### Club

#### Competizioni statali
- Campionato Sergipano: 1

Itabaiana: 2005